# Kościół Santa Fosca a Torcello
Kościół Santa Fosca a Torcello (pol. Kościół św. Fuski (Foski) na Torcello) – rzymskokatolicki kościół na wyspie Torcello w Wenecji, w Patriarchacie Wenecji w parafii San Martino di Burano (wikariat Cannaregio - Estuario).
Kościół Santa Fosca jest częścią najstarszego i największego zespołu sakralnego Laguny Weneckiej, na który składają się poza nim: bazylika Santa Maria Assunta oraz znajdujące się przed nią pozostałości baptysterium.

## Historia
Kościół został zbudowany w XI na planie centralnym, mającym na zewnątrz formę ośmiokąta, w który wpisano plan wnętrza w formie krzyża greckiego. Kościół został pomyślany jako martyrium dla znajdującej się obok katedry Santa Maria Assunta, zgodnie ze schematem architektonicznym wczesnego chrześcijaństwa: baptysterium – katedra – martyrium – dzwonnica. Nie ma zgodności wśród badaczy co do pierwotnego rozplanowania kościoła. Jedni otrzymują, iż kościół powstał jako martyrium na planie centralnym, mającym formę kwadratu wpisanego w ośmiokąt, co jest to wyraźnym przykładem bizantyjskiego modelu architektonicznego z XI wieku, natomiast według innych pierwotnym planem kościoła był krzyż [grecki]. Relikwie Świętej Foski przybyły tu w X wieku z Sabraty, miasta pierwotnie fenickiego, później rzymskiego, leżącego nieopodal Trypolisu; kult tej świętej jest bowiem związany ze średniowiecznymi szlakami handlowymi. 

## Architektura

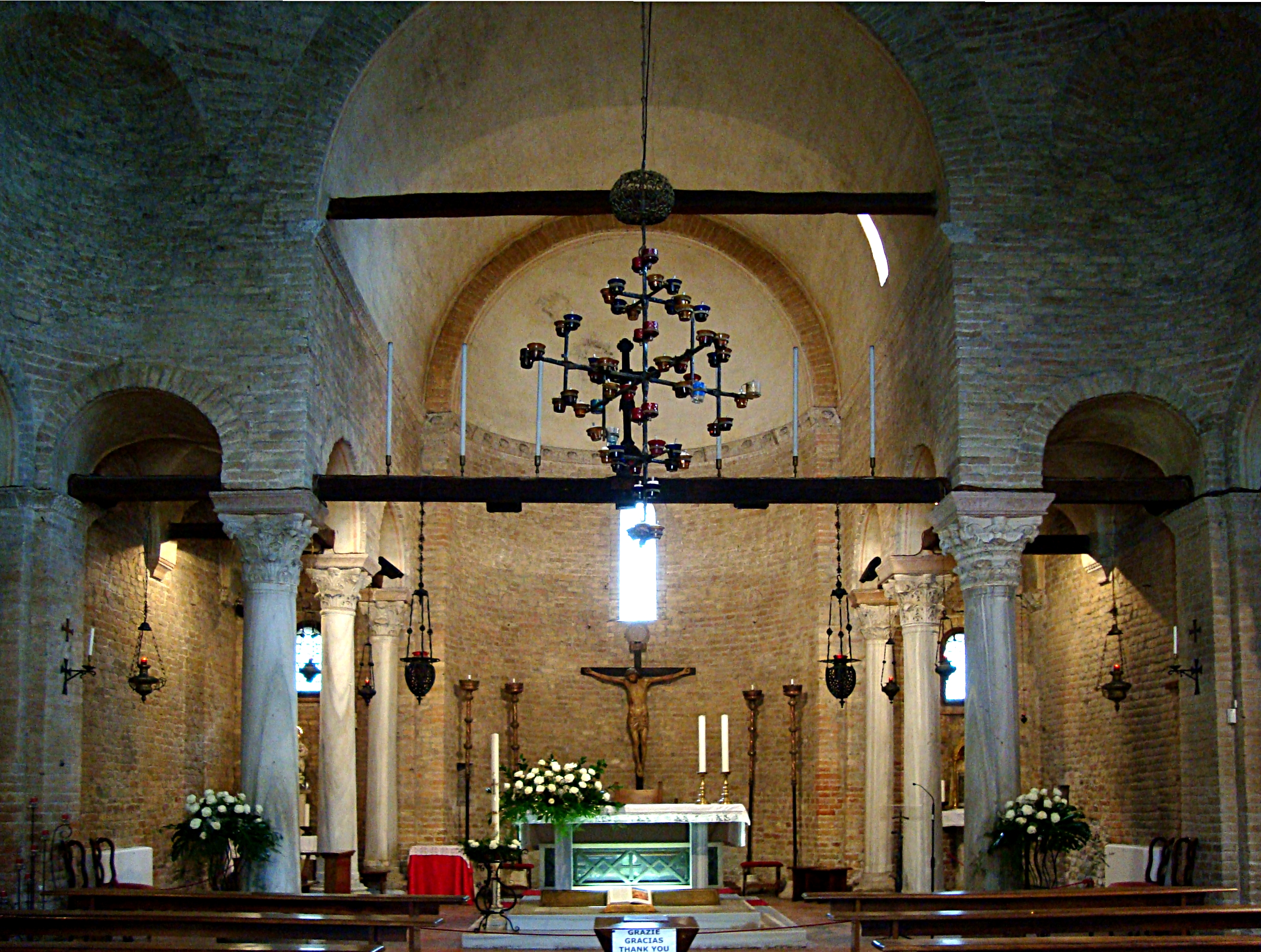
Nawa główna - widok na ołtarz

### Wygląd zewnętrzny
Z pięciu stron kościół otacza portyk o podwyższonych łukach w stylu bizantyńskim, wspartych na kolumnach z ozdobnymi kapitelami. Od strony katedry zachowało się pomiędzy kolumnami kilka płyt marmurowych. Apsyda główna jest zamknięta pięciobocznie i udekorowana ślepymi arkadami, umieszczonymi w dwóch rzędach. Po obu jej stronach są apsydy boczne, zamknięte półkoliście. Z zewnątrz kościół prezentuje się jako prosta bryła geometryczna, kompozycyjnie zrównoważona i zharmonizowana.

### Wnętrze
Nawa główna została wzniesiona na planie kwadratu i wyodrębniona z korpusu kościoła ośmioma marmurowymi kolumnami o kapitelach korynckich. Nad skrzyżowaniem naw znajduje się potężny bęben, przykryty drewnianym dachem. Solidność jego konstrukcji sugeruje, że pierwotnie była nad nim zaplanowana kopuła, której jednak nie zrealizowano. W ołtarzu głównym znajduje się XV-wieczna rzeźba Madonna z Dzieciątkiem, a pod nim – iluminowany sarkofag ze szczątkami Świętej Foski; w głębi apsydy stoi XV-wieczna, drewniana figurka Świętej. Na zewnętrznej ścianie kościoła znajduje się XV-wieczny relief Święta Fuska czczona przez swoich współbraci.